# Villemareuil
Villemareuil ist eine französische Gemeinde mit 383 Einwohnern (Stand: 1. Januar 2022) im Département Seine-et-Marne in der Region Île-de-France. Sie gehört zum Arrondissement Meaux und zum Kanton Serris (bis 2015: Kanton Crécy-la-Chapelle).
Die Einwohner werden Villemareuillais genannt.

## Geographie
Villemareuil liegt etwa 32 Kilometer ostnordöstlich von Paris.

### Nachbargemeinden
Umgeben ist Villemareuil von den Gemeinden Trilport im Norden, Montceaux-lès-Meaux im Norden und Nordosten, Saint-Jean-les-Deux-Jumeaux im Osten und Nordosten, Pierre-Levée im Südosten, La Haute-Maison im Süden, Vaucourtois im Südwesten, Boutigny und Saint-Fiacre im Westen sowie Fublaines im Nordwesten.

## Bevölkerungsentwicklung
| Jahr      | 1962 | 1968 | 1975 | 1982 | 1990 | 1999 | 2006 | 2012 |
| Einwohner | 149  | 156  | 166  | 305  | 337  | 352  | 370  | 404  |

## Gemeindepartnerschaften
Mit der französischen Gemeinde Sapois im Département Vosges besteht eine Partnerschaft.

## Wirtschaft und Infrastruktur
Durch die Gemeinde führt die Autoroute A4.

## Sehenswürdigkeiten
- Kirche Saint-Christophe aus dem 19. Jahrhundert
- Brunnen und Kapelle Saint-Fiacre aus dem 19. Jahrhundert
- Schloss Brinches aus dem 19. Jahrhundert

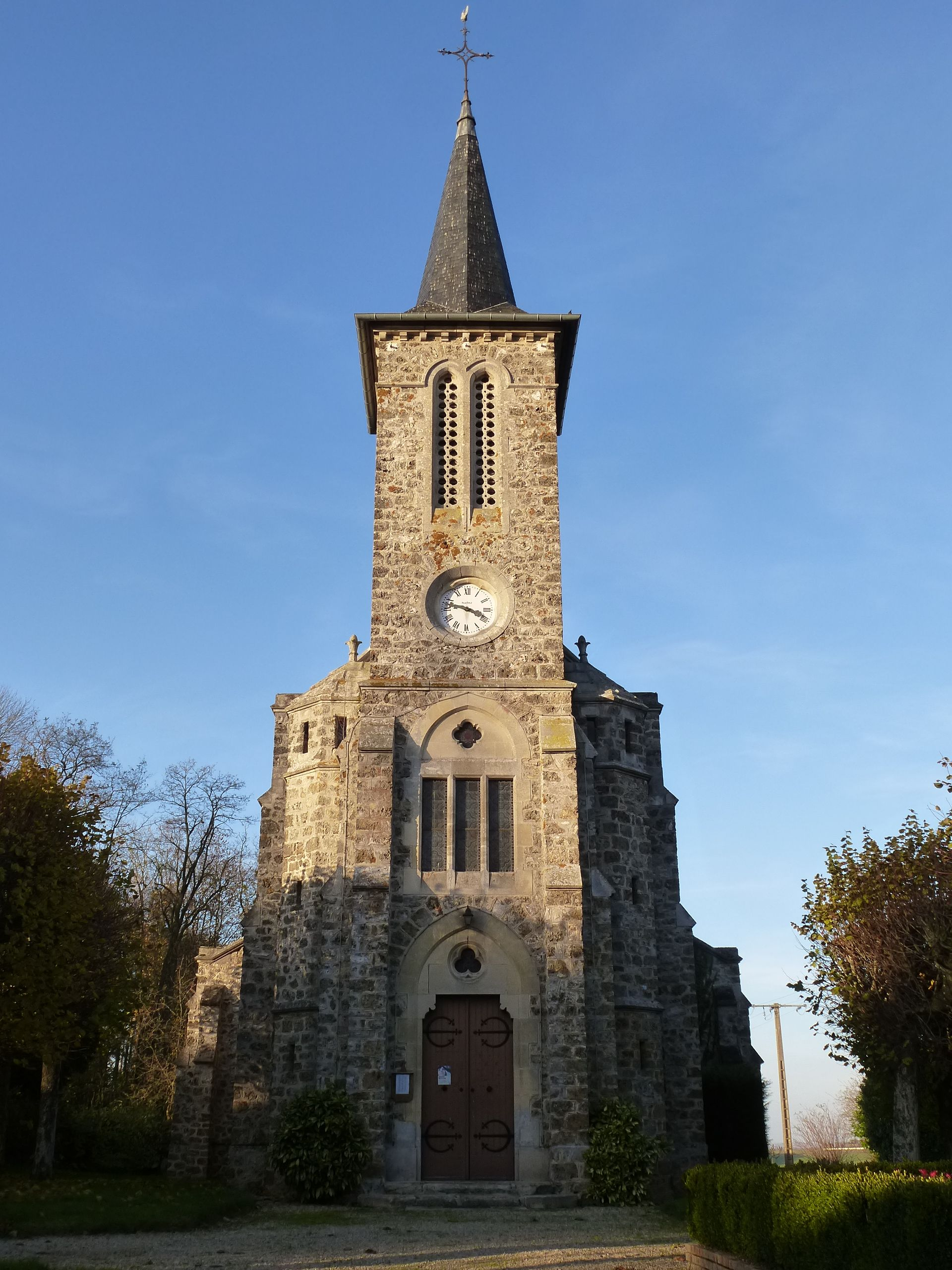
Kirche Saint-Christophe